# 格克孫

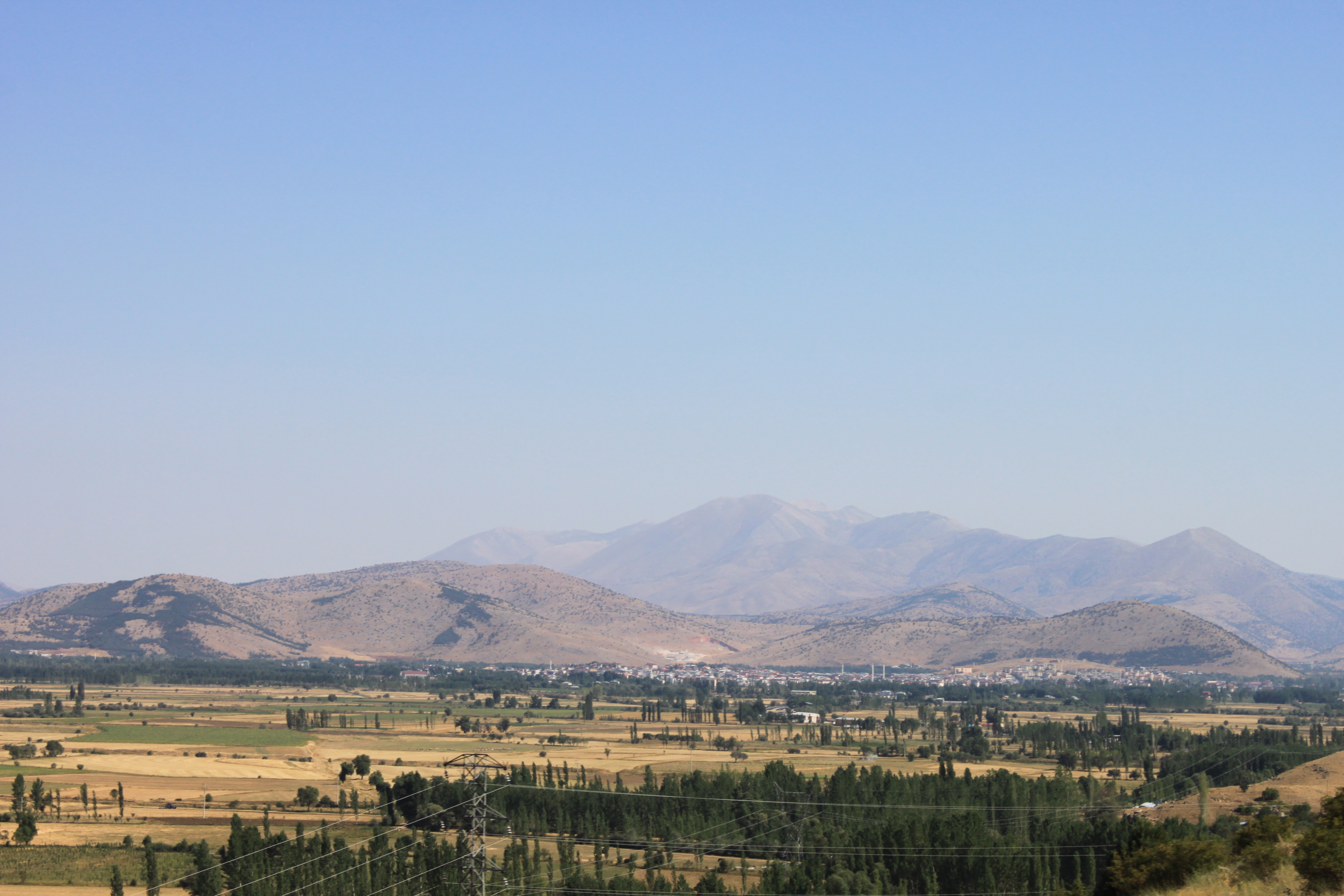
Göksun

格克孫是土耳其的城鎮，由卡赫拉曼馬拉什省負責管轄，位於該國南部，面積1,940平方公里，海拔高度1,350米，主要農產品有小麥、甜菜、豆類等，2008年人口18,461。

## 外部連結
- District municipality's official website （页面存档备份，存于） （土耳其文）

38°01′N 36°30′E / 38.017°N 36.500°E